# Loiperding (Buchbach)
Loiperding ist einer der 80 Gemeindeteile von Buchbach im oberbayerischen Landkreis Mühldorf am Inn.

## Geografische Lage
Das Dorf Loiperding liegt im Gemeindegebiet des Marktes Buchbach in der Region Südostoberbayern im Alpenvorland inmitten des tertiären Hügellandes zwischen den Tälern der Vils im Norden und der Isen im Süden. Die Landeshauptstadt München ist rund 65 km entfernt.

## Geschichte

Loiperding 5, Altbauten

Loiperding  wurde mit dem bayerischen Gemeindeedikt von 1818 eine ein Teil der Gemeinde Ranoldsberg. Am 1. Januar 1972 wurde die Gemeinde Ranoldsberg im Zuge der Gebietsreform in Bayern nach Buchbach eingegliedert.
Im Mai 1987 lebten in Loiperding 32 Einwohner in zehn Wohngebäuden.